# Jakub Reys-Polak
Jakub Reys-Polak, także Jakub Polak, Jacques le Polonais (ur. ok. 1545 w Augustowie (?), zm. ok. 1605 w Paryżu) – polski lutnista i kompozytor.
W młodości wyjechał na stałe do Francji. Działał głównie w Paryżu, dokąd w 1574 przybył z orszakiem króla Henryka III Walezego z Polski, w 1588 uzyskał tytuł lutnisty królewskiego (fr. joueur de luth de Roi). Od 1593 prowadził szkołę gry na lutni w Tours.
Skomponował ponad 60 utworów na lutnię: 21 fantazji, 15 preludiów, tańce: 7 kurantów, 4 galiardy, 8 wolt, branle, sarabandę i balet. Jest też autorem dwóch lutniowych opracowań pieśni: Susanne un jour i Une jeune fillette.
Większość jego dzieł można znaleźć w rękopiśmiennej tabulaturze lutniowej z pierwszej połowy XVII wieku tzw. Tabulaturze lorda Herberta of Cherbury. Niektóre jego utwory wydane zostały drukiem w kilku popularnych zbiorach muzyki lutniowej: Jeana-Baptiste Besarda Thesaurus harmonicus (Kolonia 1603), Roberta Dowlanda Varietie of lute-lessons (Londyn 1610), Joachima van den Hove Delitiae musicae (Utrecht 1612), Georga Leopolda Fuhrmanna Testudo gallo-germanica (Norymberga 1615) i Jeana Baptista Besarda Novus partus (Augsburg 1617).